# Park Książęcy Zatonie

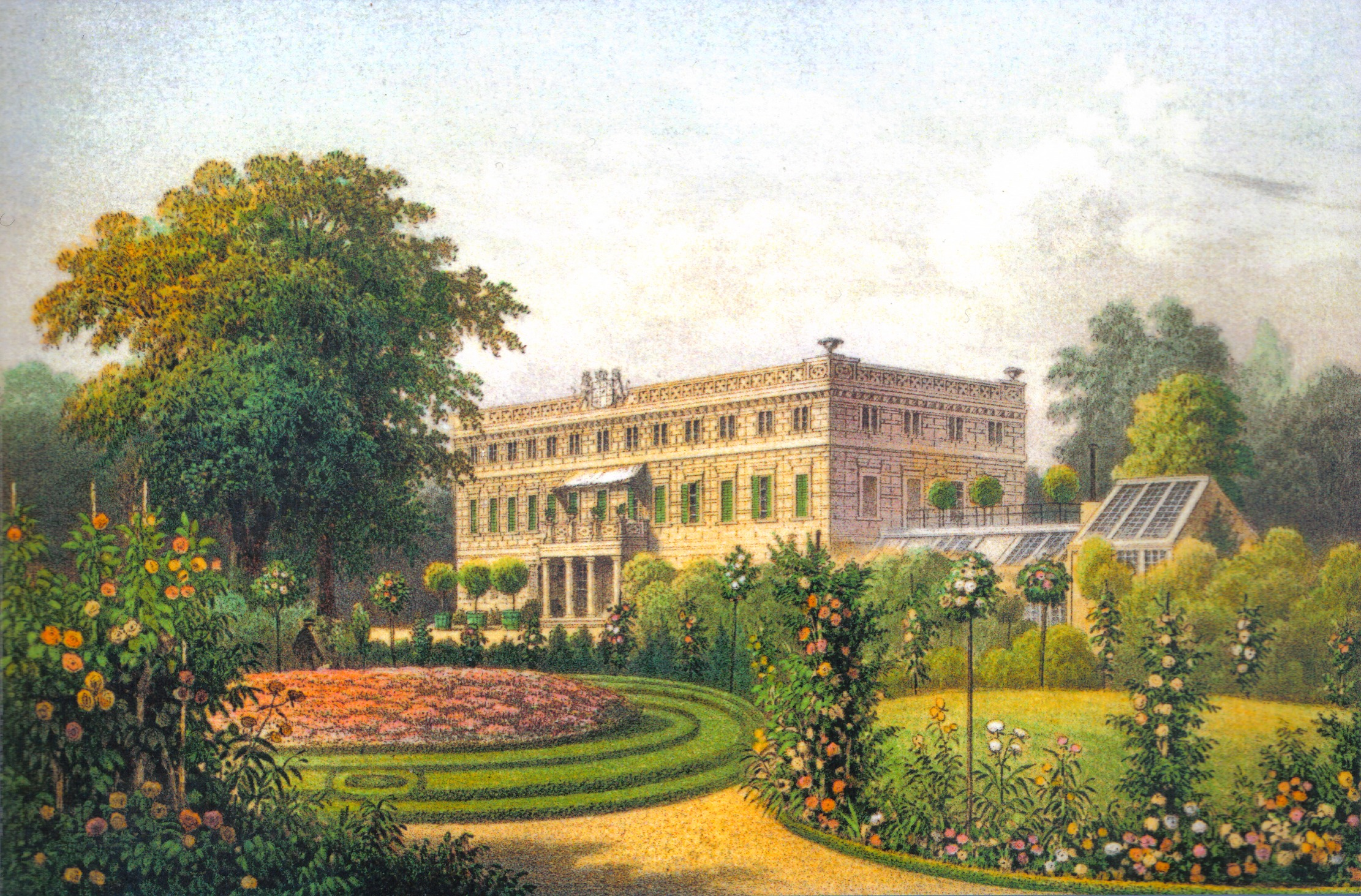
Pałac otoczony parkiem w okresie swej świetności

Park Książęcy Zatonie – zabytkowy park położony w dzielnicy Zielonej Góry - Zatoniu. Został założony jako park przy zatońskim pałacu przez nadwornego berlińskiego ogrodnika Petera Lenné w 1842 roku z inicjatywy Doroty de Talleyrand-Périgord. Powierzchnia parku wynosi obecnie 29,04 ha, w przeszłości była jednak o wiele większa. Park ogrodzony był kamiennym murem, z wejściem przez bramę wjazdową. Na jego terenie znajduje się ruina pałacu z XVII wieku, który został spalony w roku 1945. Przez środek parku przebiega aleja lipowa. W XIX wieku park urządzony był na sposób francusko-włoski, z fontannami, grotami, posągami zwierząt i nimf oraz strumykami. W 1958 roku uznano go za rezerwat przyrody, jednak w 1992 roku ochronę zniesiono nadając mu status parku zabytkowego. W 2020 roku zakończono rewitalizację parku i ruin pałacu.

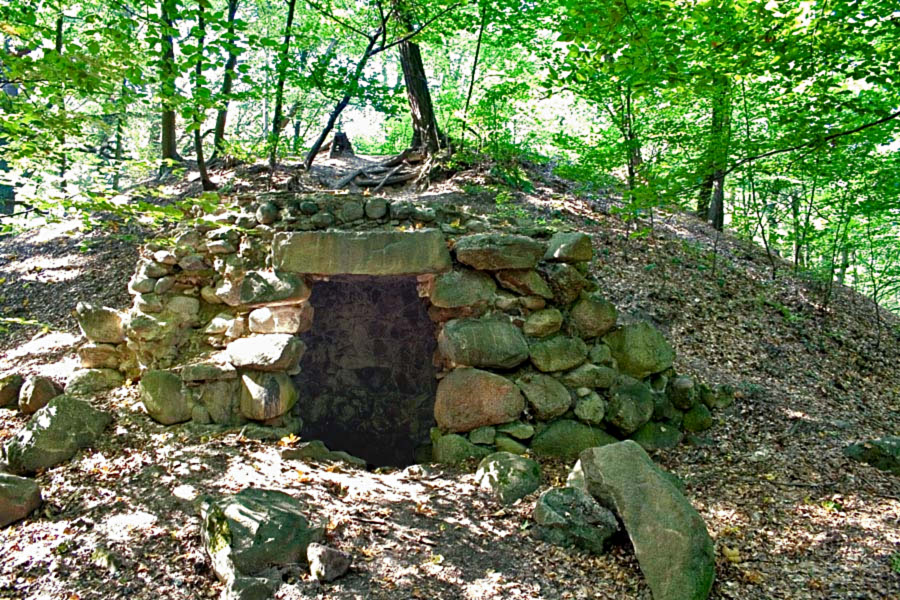
Grota w parku